# Henry Pigot
Henry Pigot (ur. 1750, zm. 7 czerwca 1840) był oficerem British Army.

## Kariera wojskowa
Urodzony jako syn admirała Hugh Pigota, Henry mianowany został na stopień chorążego (ang. cornet) w roku 1769. Służył w Holandii w roku 1793, następnie po blokadzie Francuzów na Malcie, we wrześniu roku 1800 przyjął kapitulację Valletty od sił francuskich pod dowództwem generała Claude-Henri Belgrand de Vaubois. W lutym 1801 roku został Cywilnym Komisarzem Malty. Piastując to stanowisko zaakceptował plan zburzenia większości fortyfikacji Valletty, lecz zamiar ten nigdy nie został wykonany i mury obronne przetrwały nietknięte do dziś dnia.
Pigot był pułkownikiem w 82 Pułku Piechoty, a następnie w 38 Pułku Piechoty. W roku 1837 przyznany mu został Order św. Michała i św. Jerzego (GCMB).